# Parmelinopsis minarum
Parmelinopsis minarum är en lavart som först beskrevs av Vain., och fick sitt nu gällande namn av Elix & Hale. Parmelinopsis minarum ingår i släktet Parmelinopsis och familjen Parmeliaceae.   Inga underarter finns listade i Catalogue of Life.

## Källor

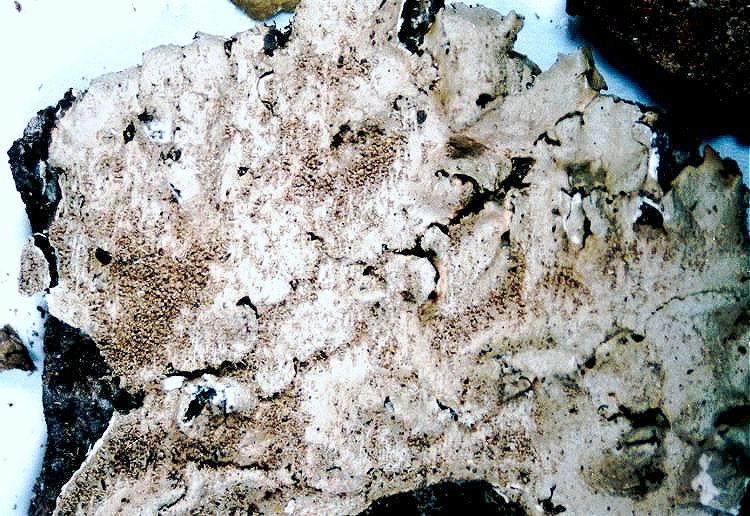
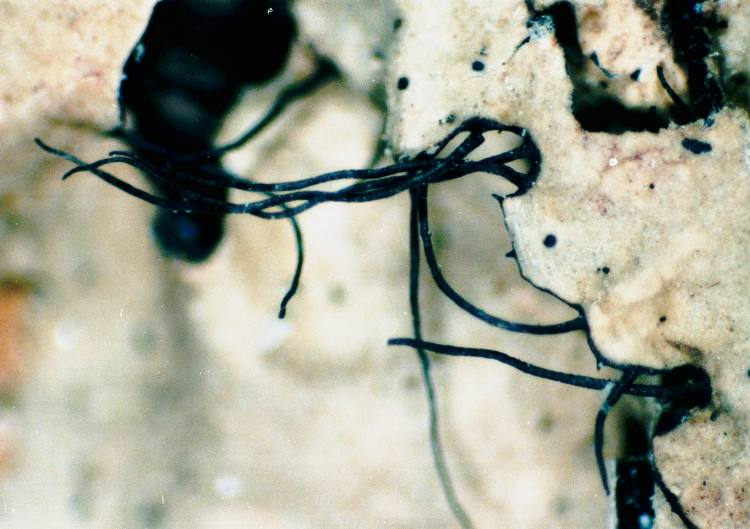
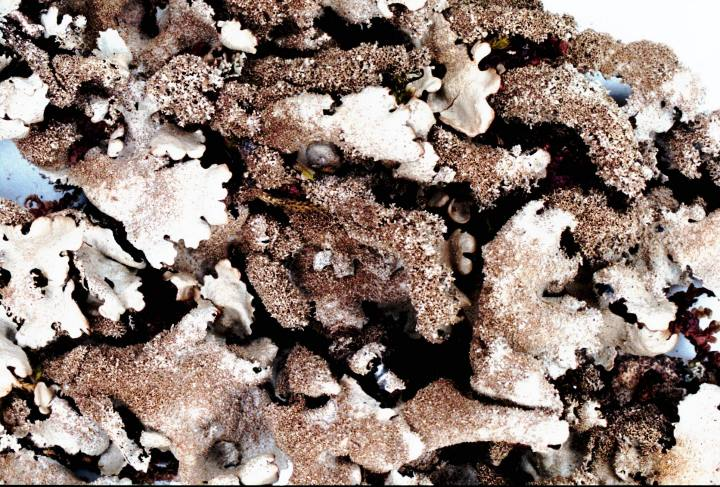
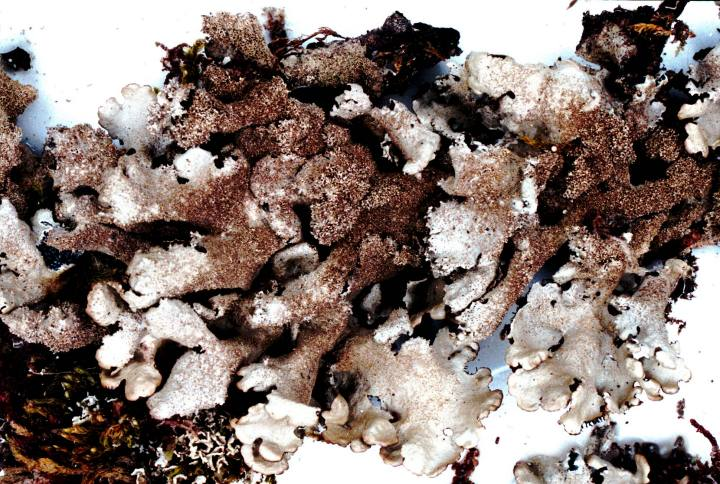
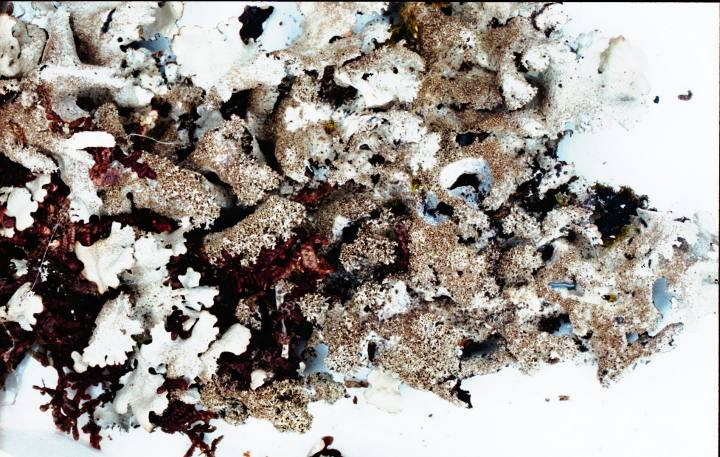
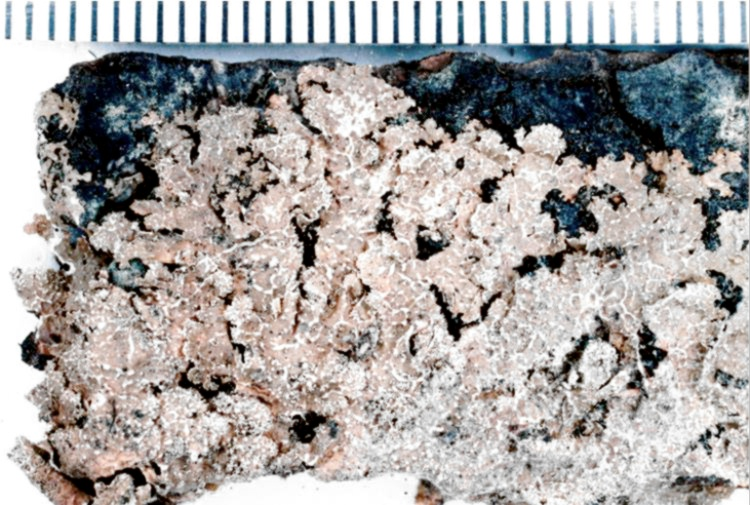